# Ponç d'Ortafà
Pons d'Ortaffa/ Ortafas o Ponç d'Ortafà (1170 circa – 1246/1247) è stato un trovatore catalano, nobiluomo e signore feudale di Ortafà, tra Perpignano e Elne, nel Rossiglione.

## Biografia
Nato da una famiglia nobile minore, la cui storia accerta una rilevante "fornitura" di ecclesiastici per la chiesa locale, Pons è figlio e successore di Grimau, ancora vivente nel 1184, e Brunissenda. Suo fratello minore Pere era l'arcidiacono di Elne, nella cui cattedrale verrà sepolto Pons nel 1247. Sposa Saurina de Tatzó, ugualmente del Rossiglione, dalla quale ebbe tre figli: il suo successore Pons II, Grimau e Alisenda. Pons II risulta essere vivente nel 1251. 
Il nome di Pons appare in un trattato di pace del 1217 tra i signori di Rossiglione e il loro conte, Nuño Sánchez. L'ultima prova documentale di Pons è il suo testamento, in data 23 luglio 1240. Una seconda stesura viene prodotta nel 1246. Probabilmente muore poco dopo quest'ultima data. 

## Corpus poetico
Del suo intero corpus poetico solo due componimenti ci sono rimasti, entrambi cansos riguardanti l'amor cortese, di cui uno comprensivo di melodia. 
La prima poesia di Pons è Enaissi cum la naus en mar ("Così come la nave nel mare"), dedicata a un Senher En Berenguier ("Signore Ser Berengario", possibilmente Berenguier de Palazol, con cui Pons potrebbe avere avuto contatti da giovane). La signora della canzone proviene dal Narbonese, una regione in cui il padre di Pons aveva possedimenti, secondo quanto riporta un documento datato al 13 novembre 1171, adesso nel Liber Feudorum Maior: de meridie in campo Caput Stagni de Burliano . . . in termino de Ortafano. È possibile che Pons stesse viaggiando nel Narbonese quando scrisse la canzone, forse per affari familiari. Nella stessa, Pons prende in considerazione la possibilità di entrare nel monastero Cistercense di Jau. La melodia sopravvissuta della poesia è in uno stile estremamente semplice e "sobrio". 
La seconda poesia, Si ai perdut mon saber, è piena di concetti originali e alcuni canzonieri l'asegnano a Raimbaut de Vaqueiras o a Pons de Capduelh, ma la menzione di Jau conferma l'autorialità a Pons d'Ortaffa, la cui signoria si trovava adiacente a quella di Jau. I versi di Pons godevano di prestigio in Catalogna. Il primo verso di Si ai perdut appare nel Passio Amoris di Jordi de Sant Jordi e in Tant mon voler di Pere Torroella.